# Jasskall
JASSKALL (1998年2月18日 - )は、MPOWの日本初のアンバサダー。DJ兼トラックメイカー / カメラマン・クリエイター。

## 概要
2016年2月に未成年をターゲットとした禁酒禁煙クラブイベント「LIVEN-UP」を主催し、日本テレビ「ZIP!」に巷で話題の高校生として取り上げられ、ヤフー検索急上昇ワード3位になるほど注目を集める。その後、SummerSonic2016にDJとして出演。またマルチクリエイターとして活動を始めている。

## 手掛けたDJイベント
- 2016年2月6日 LIVEN-UP Vol.1 GUEST TJO / KICKOFF
- 2016年6月12日 LIVEN-UP Vol.2[6]  SPGUEST ☆TakuTakahashi / GUEST GIGJAP (旧チバニャンDJユニット)
- 2016年8月6日 LIVEN-UP Hokkaidou GUEST GIGJAP (旧チバニャンDJユニット)
- 2019年12月22日 STYLE'S Christmas GUEST デッカチャン / KICKOFF

## リリース
- JASSKALL - Sakura (AttackTheMusic)
- JASSKALL - Stardust (Ensisrecord)
- JASSKALL - TimewithYou (NexusRecord)
- JASSKALL - Thunder (Revealed Recordings)

## 出演
- 制服 High School 卒業 PARTY2016 @ZEPP Tokyo[7]
- Slide The City 2016 [8]
- SUMMER SONIC 2016
- WATER RUN 2016[9]
- HiLIFE 八ヶ岳 2017
- MUSIC CIRCUS 2016[10]
- AGESTOCK 2017 @東京ドームシティーホール[11]
- NINJA TRAIL RUN 2019[12]